# Lispinodes kauaiensis
Lispinodes kauaiensis är en skalbaggsart som beskrevs av Sharp 1908. Lispinodes kauaiensis ingår i släktet Lispinodes och familjen kortvingar. Inga underarter finns listade i Catalogue of Life.